# 1973 في الأردن
فيما يلي قوائم الأحداث التي وقعت خلال عام 1973 في الأردن.